# Genie in a Bottle
Genie in a Bottle  este primul single al cântăreței de muzică pop Christina Aguilera. Acesta a fost lansat de casa de discuri RCA Records pe 15 aprile 1999. Single-ul a ocupat locul 1 în topul Billboard Hot 100 și a staționat acolo 5 săptămâni, cea mai lungă staționare de anul respectiv. În 2000 a fost nominalizată la Best Female Pop Vocal Performance la premiile Grammy.
Genie in a Bottle s-a mai aflat și in jocurile Karaoke Revolution Volume 2 și Dance Dance Revolution Extreme 2.

## Premii
| An   | Ceremonie           | Premiu                            | Rezultat     |
| ---- | ------------------- | --------------------------------- | ------------ |
| 1999 | Premiile Grammy     | Best Female Pop Vocal Performance | Nominalizare |
| 1999 | MTV Asia Awards     | Hotseat Artist of the Month       | Câștigat     |
| 1999 | Blockbuster Award   | Favorite Single                   | Câștigat     |
| 2000 | World Music Awards  | Best Selling New Artist           | Câștigat     |
| 2000 | Ivor Novello Awards | International Hit of the Year     | Câștigat     |

## Tracklist
'US Promo CD'
- 1. Genie In A Bottle [Radio Version] - 3:36
- 2. Callout Hook #1 - 11
- 3. Callout Hook #2 - 11

US single
- 1."Genie in a Bottle" [Album version] - 3:36
- 2."Blessed"- 3:03

US Promo remixes
- 1."Genie in a Bottle" [Eddie Arroyo Club Mix Long] - 6:28
- 2."Genie in a Bottle" [Riprock 'N' Alex G. Club Mix] - 7:57
- 3."Genie in a Bottle" [The Eddie Arroyo Rhythm Mix] - 4:26
- 4."Genie in a Bottle" [Eddie Arroyo Dub Mix] - 6:28
- 5."Genie in a Bottle" [Riprock 'N' Alex G. Street Mix] - 5:05
- 6."Genie in a Bottle" [Flavio Vs. Mad Boris Mix] - 6:29
- 7."Genie in a Bottle" [Acappella] - 4:16

;Germany single 9 august 1999
- 1."Genie in a Bottle" [Album version] - 3:36
- 2."We're a Miracle" - 4:09

Germany Maxi-CD
- 1."Genie in a Bottle" - 3:36
- 2."We're a Miracle" - 4:09
- 3."Don't Make Me Love You" - 3:52

Italy Maxi-CD
- 1."Genie In A Bottle" (Eddie Arroyo Rhythm Mix) -4:26
- 2."Genie In A Bottle" (Riprock 'n' Alex G Mix) - 3: 50
- 3."Genie In A Bottle" (Eddie Arroyo Radio Club) - 3:58
- 4."Genie In A Bottle" (Album Version) - 3:36

Australian CD Single
- 1."Genie In A Bottle" - 3:30
- 2."We're a Miracle" - 4:09
- 3."Don't Make Me Love You" - 4:15

Canada CD single
- 1."Genie in a Bottle" -3:36
- 2."Blessed" -3:06

UK Promo CD
- 1. Genie In A Bottle" - 3:36

UK CD1 Released 12 octombrie 1999
- 1."Genie in a Bottle" [Album version] - 3:36
- 2."Blessed" 3:03
- 3."Genie in a Bottle" [Acapella Mix] - 4:16

UK CD2 12 octombrie 1999
- 1."Genie in a Bottle" [Album version] - 3:36
- 2."Genie in a Bottle" [Eddie Arroyo Radio Club Mix] - 3:56
- 3.CDRom ["Genie in a Bottle" - Music Video] - 3:35

## Topuri
| Chart (1999)                         | Peak position |
| ------------------------------------ | ------------- |
| Australian ARIA Singles Chart        | 2             |
| Austrian Singles Chart               | 1             |
| Belgian Singles Chart (Flanders)     | 1             |
| Belgian Singles Chart (Wallonia)     | 3             |
| Canadian Singles Chart               | 1             |
| Dutch Singles Chart                  | 2             |
| European Hot 100 Singles             | 1             |
| Finnish Singles Chart                | 6             |
| French Singles Chart                 | 3             |
| German Singles Chart                 | 2             |
| Irish Singles Chart                  | 2             |
| Mexican Top 100                      | 1             |
| New Zealand RIANZ Singles Chart      | 2             |
| Norwegian Singles Chart              | 1             |
| Swedish Singles Chart                | 5             |
| Swiss Singles Chart                  | 2             |
| UK Singles Chart                     | 1             |
| U.S. Billboard Hot 100               | 1             |
| Belgium-Flanders Single              | 1             |
| U.S. Billboard Hot R&B/Hip-Hop Songs | 7             |
| U.S. Billboard Top 40 Mainstream     | 1             |
| Argentina Top 100 Airplay            | 2             |
| Austrian Singles Chart               | 1             |
| France Singles                       | 1             |

| Țară          | Poziție |
| ------------- | ------- |
| Australia     | 10      |
| Austria       | 9       |
| Europa        | 7       |
| Franța        | 29      |
| Germania      | 7       |
| Suedia        | 39      |
| Elveția       | 10      |
| Statele Unite | 7       |